# Ann Murdock
Ann Murdock, conosciuta anche come Anna Murdock (Port Washington, 10 novembre 1890 – Lucerna, 22 aprile 1939), è stata un'attrice statunitense, popolare negli anni dieci del Novecento.

## Filmografia
- A Royal Family, regia di William Nigh (1915)
- Captain Jinks of the Horse Marines, regia di Fred E. Wright (1916)
- Envy, regia di Richard Ridgely (1917)
- Where Love Is (1917)
- The Seventh Sin, regia di Theodore Marston (1917)
- Outcast, regia di Dell Henderson (1917)
- The Beautiful Adventure, regia di Dell Henderson (1917)
- Please Help Emily, regia di Dell Henderson (1917)
- The Seven Deadly Sins, regia di Theodore Marston e Richard Ridgely (1917)
- The Impostor, regia di George Abbott e Dell Henderson (1918)
- Mia moglie (My Wife), regia di Dell Henderson (1918)
- The Richest Girl, regia di Albert Capellani (1918)